# Brachirus elongatus
Brachirus elongatus är en fiskart som först beskrevs av Pellegrin och Chevey, 1940.  Brachirus elongatus ingår i släktet Brachirus och familjen tungefiskar. IUCN kategoriserar arten globalt som livskraftig. Inga underarter finns listade.